# Hydriris angustalis
Hydriris angustalis is een vlinder uit de familie van de grasmotten (Crambidae), uit de onderfamilie van de Spilomelinae. De wetenschappelijke naam van deze soort is voor het eerst gepubliceerd in 1895 door Pieter Snellen.
De soort komt voor in Indonesië (Java).